# Cristian Chivu
Cristian Eugen Chivu (Reșița, 26 oktober 1980) is een Roemeens voormalig voetballer en huidig voetbaltrainer die bij voorkeur in de verdediging speelde. In 1999 debuteerde hij op achttienjarige leeftijd in het Roemeens voetbalelftal, waarvoor hij meer dan zeventig interlands speelde. Op 31 januari 2014 besloot Chivu een einde te maken aan zijn carrière wegens aanhoudend blessureleed. In juni 2025 tekende Chivu een tweejarig contract als hoofdtrainer van Internazionale.

## Clubcarrière

### CSM Reșița
Chivu speelde zijn eerste seizoen profvoetbal in Roemenië bij CSM Reșița. Hij speelde hier 23 wedstrijden en scoorde daarin twee doelpunten.

### Universitatea Craiova
Hij vertrok naar Universitatea Craiova, een hoger spelend team. Hier bleef hij zich doorontwikkelen, waarna hij daar ook na een seizoen vertrok.

### Ajax
In 1999 kwam Chivu bij Ajax terecht, waar hij vrij vlot basisspeler werd. Hij groeide uit tot een betrouwbare verdediger en bovendien een vrije trappen-specialist. Ronald Koeman maakte Chivu aanvoerder. Met Chivu als aanvoerder domineerde Ajax in de Eredivisie met een opvallend jong team, met namen als Rafael van der Vaart en Wesley Sneijder. In 2002 won Chivu met Ajax zowel de Eredivisie, de KNVB beker als de Johan Cruijff Schaal. In het seizoen 2002/03 bereikte hij met Ajax de kwartfinales van de UEFA Champions League.

### AS Roma
Na zijn prestaties bij Ajax verkaste hij voor achttien miljoen euro naar AS Roma. In het begin van zijn loopbaan bij AS Roma brak Chivu zijn middenvoetsbeentjes en ontwrichtte hij zijn schouder. Vanaf het seizoen 2005/06 werd hij een echte vaste waarde. De Coppa Italia van 2007 was zijn eerste prijs met de Giallorossi.

### Internazionale
FC Barcelona en Real Madrid streden samen met Internazionale om Chivu. Uiteindelijk vertrok Chivu naar de club uit Milaan, voor een bedrag van zestien miljoen euro. In zijn eerste seizoen werd hij direct landskampioen, iets wat hem bij AS Roma niet gelukt was. Hij groeide uit tot een vaste waarde in de verdediging. Hier kwam echter verandering in, Walter Samuel en Lúcio kregen steeds vaker de voorkeur boven de Roemeen. Tijdens een wedstrijd tegen Chievo Verona liep hij een schedelbreuk op, waarna hij met een helm begon te spelen. 9 juli 2012 liet zijn zaakwaarnemer, Victor Becali, weten dat Chivu voor drie jaar bijtekende bij Internazionale. Zijn grootste prestaties met Internazionale waren het winnen van de UEFA Champions League en de FIFA Club World Cup in 2010. Op 31 januari 2014 maakte Chivu bekend dat hij door aanhoudend blessureleed per direct zou stoppen met voetballen.

## Interlandcarrière

### Roemenië
Chivu maakte zijn debuut voor het Roemeens nationaal elftal op 18 augustus 1999 in de vriendschappelijke wedstrijd tegen Cyprus (2–2). Hij viel in dat duel na 78 minuten in voor Ştefan Nanu.

## Carrièrestatistieken
| Seizoen         | Club                    |                    | Competitie      | Competitie | Competitie | Beker | Beker | Internationaal | Internationaal | Overig | Overig | Totaal | Totaal |
| Seizoen         | Club                    | Wed.               | Competitie      | Dlp.       | Wed.       | Dlp.  | Wed.  | Dlp.           | Wed.           | Dlp.   | Wed.   | Dlp.   |        |
| --------------- | ----------------------- | ------------------ | --------------- | ---------- | ---------- | ----- | ----- | -------------- | -------------- | ------ | ------ | ------ | ------ |
| 1997/98         | CSM Reșița 1            | Vlag van Roemenië  | Liga 1          | 23         | 2          | 0     | 0     | —              | —              | —      | —      | 23     | 2      |
| Club totaal     | Club totaal             | Club totaal        | Club totaal     | 23         | 2          | 0     | 0     | 0              | 0              | 0      | 0      | 23     | 2      |
| 1998/99         | Universitatea Craiova 2 | Vlag van Roemenië  | Liga 1          | 26         | 3          | 0     | 0     | —              | —              | —      | —      | 26     | 3      |
| 1999/00         | Universitatea Craiova 2 | Vlag van Roemenië  | Liga 1          | 6          | 0          | 0     | 0     | —              | —              | —      | —      | 6      | 0      |
| Club totaal     | Club totaal             | Club totaal        | Club totaal     | 32         | 3          | 0     | 0     | 0              | 0              | 0      | 0      | 32     | 3      |
| 1999/00         | Ajax                    | Vlag van Nederland | Eredivisie      | 23         | 1          | 1     | 0     | 4              | 0              | 0      | 0      | 28     | 1      |
| 2000/01         | Ajax                    | Vlag van Nederland | Eredivisie      | 26         | 5          | 0     | 0     | 4              | 0              | —      | —      | 30     | 5      |
| 2001/02         | Ajax                    | Vlag van Nederland | Eredivisie      | 32         | 1          | 4     | 0     | 6              | 0              | —      | —      | 42     | 1      |
| 2002/03         | Ajax                    | Vlag van Nederland | Eredivisie      | 26         | 6          | 3     | 0     | 12             | 0              | 1      | 0      | 42     | 6      |
| Club totaal     | Club totaal             | Club totaal        | Club totaal     | 107        | 13         | 8     | 0     | 26             | 0              | 1      | 0      | 142    | 13     |
| 2003/04         | AS Roma                 | Vlag van Italië    | Serie A         | 22         | 2          | 2     | 0     | 5              | 0              | —      | —      | 29     | 2      |
| 2004/05         | AS Roma                 | Vlag van Italië    | Serie A         | 10         | 2          | 4     | 0     | 1              | 0              | —      | —      | 15     | 2      |
| 2005/06         | AS Roma                 | Vlag van Italië    | Serie A         | 27         | 2          | 7     | 0     | 4              | 0              | —      | —      | 38     | 2      |
| 2006/07         | AS Roma                 | Vlag van Italië    | Serie A         | 25         | 0          | 7     | 0     | 8              | 0              | 1      | 0      | 41     | 0      |
| Club totaal     | Club totaal             | Club totaal        | Club totaal     | 84         | 6          | 20    | 0     | 18             | 0              | 1      | 0      | 123    | 6      |
| 2007/08         | Internazionale          | Vlag van Italië    | Serie A         | 26         | 0          | 3     | 0     | 6              | 0              | 1      | 0      | 36     | 0      |
| 2008/09         | Internazionale          | Vlag van Italië    | Serie A         | 22         | 0          | 3     | 0     | 2              | 0              | 0      | 0      | 27     | 0      |
| 2009/10         | Internazionale          | Vlag van Italië    | Serie A         | 20         | 1          | 3     | 0     | 9              | 0              | 1      | 0      | 33     | 1      |
| 2010/11         | Internazionale          | Vlag van Italië    | Serie A         | 24         | 1          | 3     | 0     | 9              | 0              | 1      | 0      | 37     | 1      |
| 2011/12         | Internazionale          | Vlag van Italië    | Serie A         | 15         | 0          | 1     | 0     | 6              | 0              | 1      | 0      | 23     | 0      |
| 2012/13         | Internazionale          | Vlag van Italië    | Serie A         | 11         | 1          | 2     | 0     | 3              | 0              | —      | —      | 16     | 1      |
| 2013/14         | Internazionale          | Vlag van Italië    | Serie A         | 0          | 0          | 0     | 0     | —              | —              | —      | —      | 0      | 0      |
| Club totaal     | Club totaal             | Club totaal        | Club totaal     | 118        | 3          | 15    | 0     | 35             | 0              | 4      | 0      | 172    | 3      |
| Carrière totaal | Carrière totaal         | Carrière totaal    | Carrière totaal | 364        | 27         | 43    | 0     | 79             | 0              | 6      | 0      | 492    | 27     |

1 N.B. De statistieken van het nationale beker toernooi bij CSM Resita zijn onbekend.

2 N.B. De statistieken van het nationale beker toernooi bij Universitatea Craiova zijn onbekend.

## Erelijst

### Als speler
| Competitie            |        |                           |      |      |
| Competitie            | Aantal | Jaren                     |      |      |
| Ajax                  | Ajax   | Ajax                      | Ajax | Ajax |
| --------------------- | ------ | ------------------------- | ---- | ---- |
| Eredivisie            | 1x     | 2001/02                   |      |      |
| KNVB beker            | 1x     | 2001/02                   |      |      |
| Johan Cruijff Schaal  | 1x     | 2002                      |      |      |
| AS Roma               |        |                           |      |      |
| Coppa Italia          | 1x     | 2006/07                   |      |      |
| Internazionale        |        |                           |      |      |
| Mondiaal              |        |                           |      |      |
| FIFA Club World Cup   | 1x     | 2010                      |      |      |
| Continentaal          |        |                           |      |      |
| UEFA Champions League | 1x     | 2009/10                   |      |      |
| Nationaal             |        |                           |      |      |
| Serie A               | 3x     | 2007/08, 2008/09, 2009/10 |      |      |
| Coppa Italia          | 2x     | 2009/10, 2010/11          |      |      |
| Supercoppa Italiana   | 1x     | 2010                      |      |      |

### Individueel als speler
| Nederlandse Gouden Schoen                           | 1x | 2002             |
| Ajax Speler van het Jaar                            | 2x | 2001, 2003       |
| Gazeta Sporturilor Roemeens Voetballer van het Jaar | 3x | 2002, 2009, 2010 |
| UEFA Team van het Jaar                              | 1x | 2002             |
| Marco van Basten Award                              | 1x | 2000             |

### Als trainer
| Campionato Primavera 1 | 1x | 2021/22 |

## Overig
Chivu groeide op in een onder dictator Nicolae Ceaușescu gebukt gaand Roemenië en werd tijdens zijn jeugd geconfronteerd met intimidatie en geweld. Zijn vader Mircea Chivu, een voetballer en later trainer, was zijn steun en toeverlaat. De dood van zijn vader maakte veel indruk op hem. Sinds Roemenië niet meer onder leiding staat van een dictator, probeert Chivu bij te dragen aan het oplossen van de armoede-problemen in zijn geboorteland door weeskinderen te voorzien van sportvoorzieningen. Nando Boers schreef het boek Cristi, van Resita tot Amsterdam over Chivu's jeugd. Na zijn voetballoopbaan werd Chivu technisch waarnemer bij de UEFA.